# Bou
|  | Per a altres significats, vegeu «Bou (desambiguació)». |

Els bous (Bos primigenius taurus) són mamífers quadrúpedes remugants criats com a bestiar. Com tots els remugants, els bovins són artiodàctils, o sigui, ungulats amb un nombre parell de dits. Tot i que el nom «bou» s'aplica a moltes espècies, en l'ús quotidià gairebé sempre fa referència a B. p. taurus. Els bous són l'espècie més nombrosa del seu gènere i descendeixen del bou salvatge de Mesopotàmia, ja extint.
Els bous foren uns dels primers animals a ser domesticats per usos agrícoles i se'ls valora principalment per la llet, la pell i la carn. El cuir de bou és el més utilitzat de tots els animals i, una vegada adobat, se'l pot fer servir per a una gran varietat d'usos. La carn bovina rep els noms de «carn de vedella» quan és d'un animal jove i «carn de bou» quan és d'un animal adult. Continuen sent importants avui dia pels productes que se n'obtenen i a vegades, també se'ls cria com a animal de càrrega, per concursos bovins o, en alguns països, per la tauromàquia.
La ramaderia bovina es practica arreu del món i ha estat molt important per a nombroses civilitzacions. Actualment, l'Índia, el Brasil, la Xina i els Estats Units són els principals productors de bous.
Com a animal clau a la història de la ramaderia, els bous ocupen un lloc primordial en la cultura humana, el llenguatge modern i la simbologia. Com a bestiar, solen associar-se amb el simbolisme cristià i jueu, però adquireixen la seva màxima importància en l'hinduisme, on se'ls venera com a animals sagrats. Apareixen en molts mites (com el del Minotaure) i grans religions. Tant en els ritus religiosos antics com en els moderns, els bous han servit d'animals de sacrifici. El bou és un dels dotze animals del zodíac xinès.

## Nomenclatura
Etimològicament, la paraula catalana prové del mot llatí bos, bovis. El nom específic primigenius també prové del llatí i significa ‘original’ o ‘ancestral’.
Un dels altres termes llatins que formen el nom científic, taurus, origina el mot català «toro». Aquest darrer ètim també ha arribat al català modern com a cultisme: el Taure és una de les constel·lacions del zodíac. Porta aquest nom perquè, segons la mitologia grega, representa Zeus en forma de toro abans de raptar Europa.
L'espècie i el mascle es diuen bou, mentre que la femella s'anomena vaca. El mascle adult sense castrar rep el nom de toro i si és castrat, se'n diu bou. Quan és no-castrat i d'edat de més d'un any és dit brau. Els individus joves de menys d'un any reben el nom de «vedell» o «vedella» i els d'entre un i dos anys s'anomenen «jònecs». A les Terres de l'Ebre i al País Valencià, el mascle adult sense castrar s'anomena «bou», mentre que el castrat s'anomena «bou manso», «bou mans» o simplement «manso» o «mans».

## Descripció

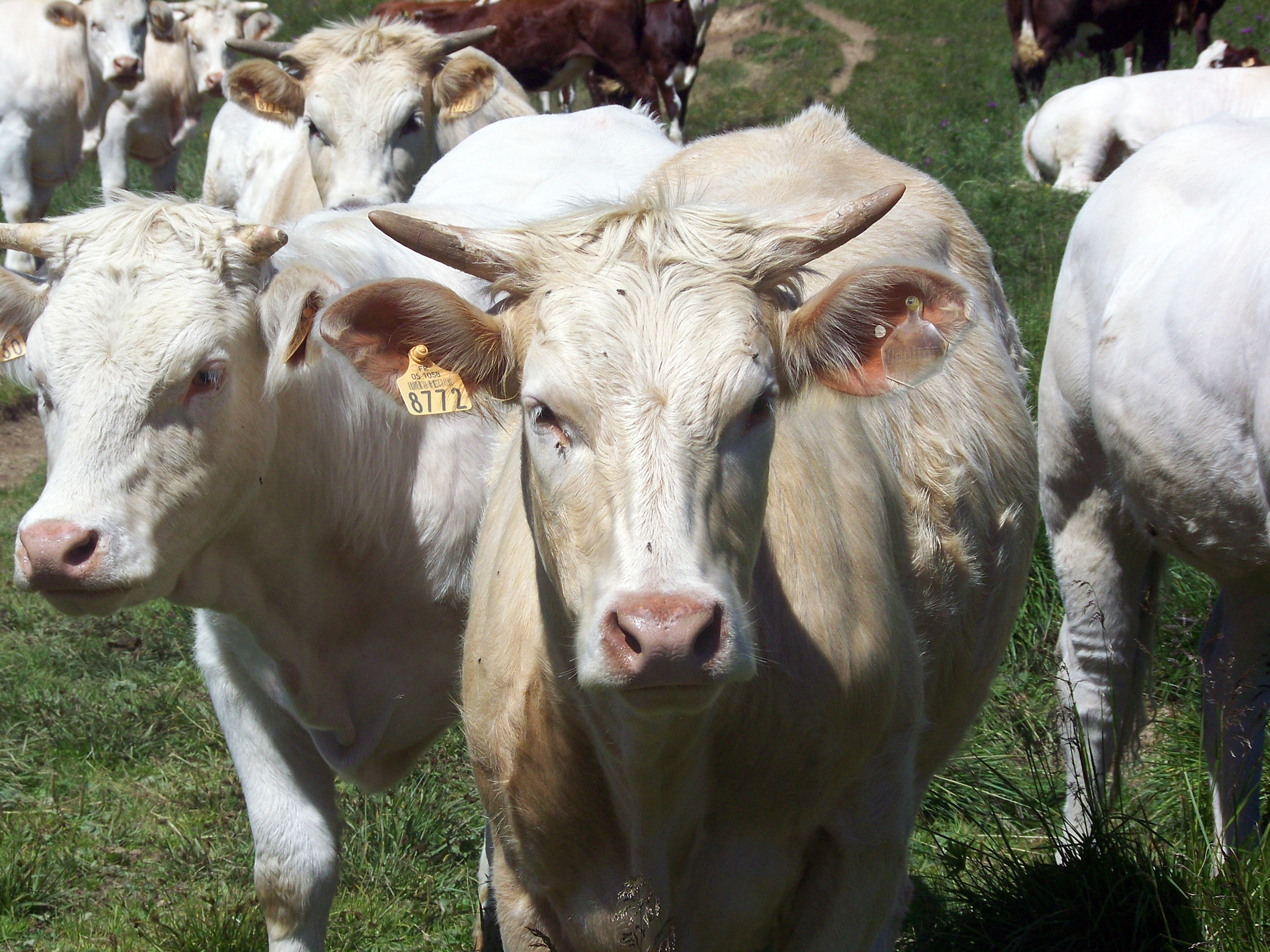
Un ramat de vaques pastura als Alps.

Els bous són remugants relativament grossos que es caracteritzen per tenir unes banyes buides per dins que poden assolir una mida considerable, a més d'una pell gruixuda que després de ser adobada rep el nom de cuir. Els bous domèstics es diferencien dels seus parents salvatges i avantpassats en diversos aspectes i s'han tornat parcialment neotènics com a resultat de la influència dels humans. Algunes races de bou conserven algunes de les característiques dels seus parents salvatges, com ara un pes més elevat. Tot i que originalment totes les races tenien banyes en ambdós sexes, els humans solen tallar-los les banyes perquè els bous no facin mal, ni als ramaders ni l'un a l'altre. Mitjançant la selecció artificial s'ha aconseguit crear races de bous sense banyes.
Una altra característica dels bous és la gran varietat de colors. Les races més primitives tenen una coloració altament variable, especialment les que foren domesticades en primer lloc. En canvi, el color de les altres races varia del blanc pur al negre, tot i que el més habitual en les vaques lleteres és que siguin blanques amb taques negres o vermelles. La selecció a favor de certs colors desitjats començà al principi de la domesticació dels bous i avui en dia la coloració és un tret identificatiu de múltiples races. Tot i que alguns colors són més preuats que altres i, per tant, es poden vendre a un preu més elevat, els ramaders van amb precaució a l'hora d'afavorir la selecció de certs colors, car algunes coloracions estan associades a efectes col·laterals perjudicials. Això és degut al fet que, en els bous, els precursors de les cèl·lules pigmentades i les cèl·lules nervioses són els mateixos. Actualment se sap que el color d'un individu ve determinat per la seva genètica, però encara es desconeix el funcionament de la majoria de gens que regulen la coloració.
L'alçada i el pes dels bous adults depenen de la raça. El pes adult mitjà de les races criades per la carn és de 516 kg, mentre que les races criades per la llet solen pesar entre 100 i 200 kg més. Altres factors que depenen en gran manera de la raça són el ritme de creixement, l'aptitud reproductiva i maternal i les característiques de la carn. Els bous adults tenen trenta-dues dents (fórmula dental: I:0/4 C:0/0 P:3/3 M:3/3). Com en altres remugants, les vuit incisives es troben al maxil·lar inferior i masteguen contra un coixinet dur i sense dents al maxil·lar superior, arrancant vegetals. Un dels mètodes utilitzats per estimar l'edat d'un bou o una vaca és observar el grau de desgast de les dents. L'efectivitat d'aquest mètode és discutida pel fet que el nivell de desgast pot variar segons l'aliment que consumeixi l'animal i/o les condicions meteorològiques i geogràfiques de l'indret on pasturi.

Les dents van desgastant-se a mesura que l'animal envelleix, cosa que en dificulta l'alimentació i n'afecta la salut i la productivitat. Els aliments de textura basta i el pasturatge a terreny sorrenc poden accelerar aquest procés. El deteriorament de les dents amb el pas dels anys perjudica greument la qualitat de vida de les vaques i els bous. Els exemplars afectats tenen dificultats per menjar, s'afebleixen i poden acabar morint (o, en el cas dels bous i vaques de granja, sacrificats). 

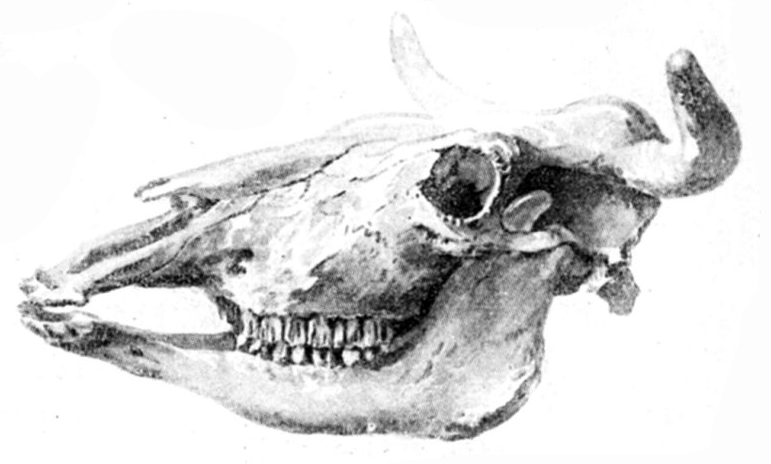
Un crani de bou.

Els bous tenen un bon sentit de l'oïda, que adquireix una especial importància en la comunicació tant amb altres bous com amb espècies diferents. Se'ls pot calmar amb música suau, però també s'espanten fàcilment amb sons forts o estridents. Tenen pupil·les horitzontals de forma ovalada i una visió perifèrica excel·lent; amb un camp visual de 330°, poden veure-hi al darrere sense girar el cap. Tanmateix, tenen una percepció de la profunditat pobra, especialment quan es mouen: qualsevol ombra o objecte estrany a terra poden fer-los vacil·lar i a vegades confonen les ombres grans amb forats. També tenen un excel·lent sentit de l'olfacte que fan servir per reconèixer altres vaques i bous i que és potenciat per la presència d'un òrgan vomeronasal. Igual que tots els altres bovins, manquen de glàndules facials i pedals, però posseeixen glàndules odoríferes a les potes posteriors.
Els bous i les altres espècies del gènere Bos estan estretament relacionades, de manera que pot ser difícil distingir-les a partir de l'aparença. Tanmateix, tot i que pertanyen a espècies diferents, els bous i les vaques poden criar amb altres tipus de Bos, cosa que resulta en híbrids que no sempre són estèrils. Quan es creua un bou/vaca amb un bisó europeu, per exemple, els mascles híbrids de primera generació són estèrils, però les femelles poden criar amb un altre bisó europeu o bou per engendrar mascles fèrtils. Alguns ramaders també han creuat bisons americans amb bous i vaques per obtenir bovins amb una carn més rica en proteïna i més pobra en greix i colesterol. A Àsia s'han creuat bous i vaques amb iacs, cosa que resulta en un animal més gran i fort que qualsevol dels seus progenitors, el dzo. En aquest continent també s'han obtingut híbrids de bou/vaca amb gaurs i bantengs salvatges. Finalment, alguns científics han intentat hibridar bous/vaques amb búfals asiàtics domèstics in vitro, però els embrions moren després d'unes tres divisions cel·lulars.

### Races

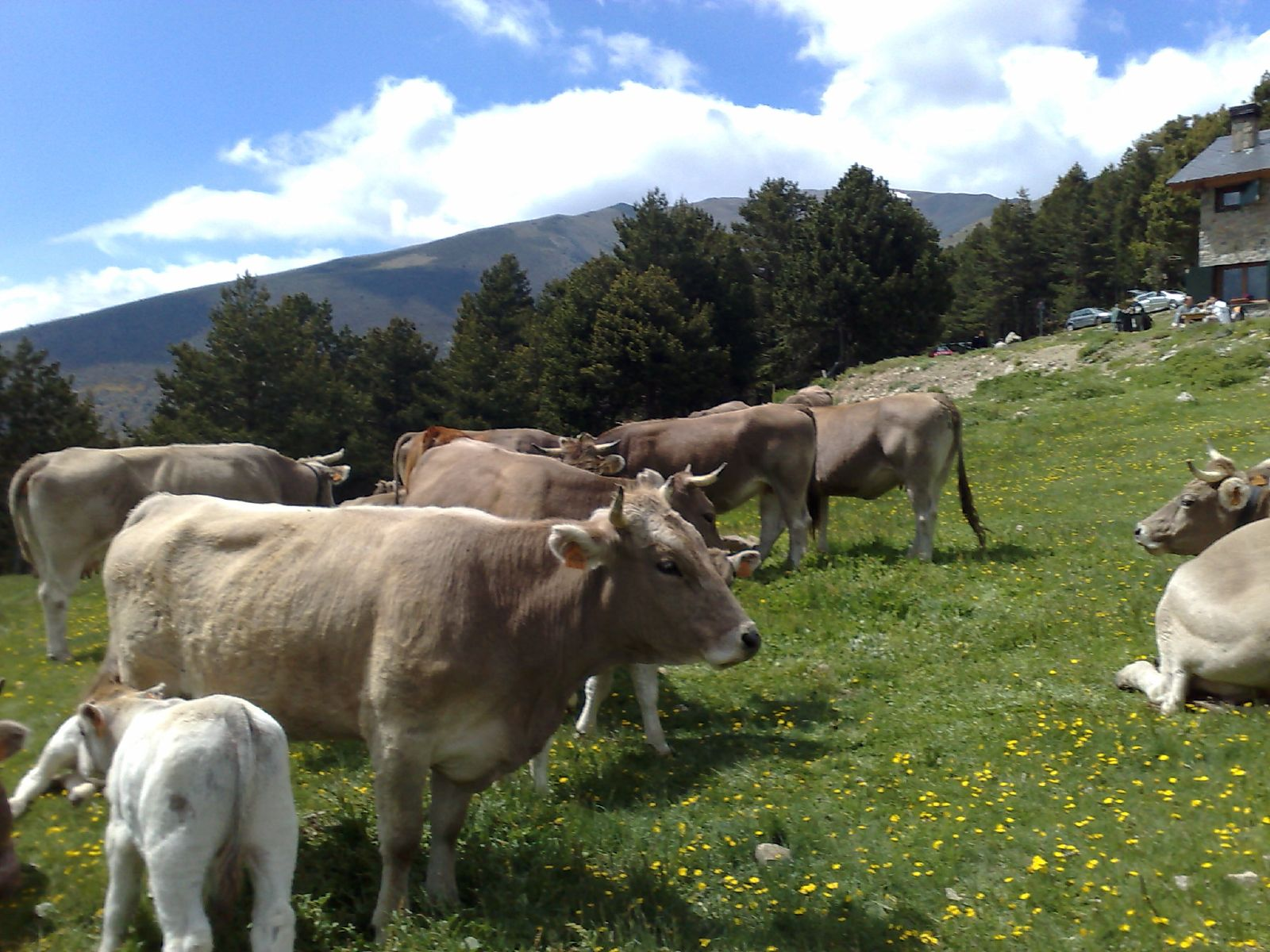
Les vaques brunes dels Pirineus són una raça de creixement precoç i bon pasturatge, criada per la seva carn, que representa el 80% dels bovins dedicats a la carn a Catalunya.

El bou és un animal polivalent i les més de 900 races que n'existeixen actualment foren creades per cobrir diverses necessitats. Gairebé totes les vaques es poden classificar com a especialment aptes per un o més dels següents fins: per obtenir-ne carn, per obtenir-ne llet o com a animal de tir. Tanmateix, actualment hi ha molt poques races de bou que es facin servir com a animals de tir, car han estat substituïts per altres animals o, fins i tot, per màquines. Les races lleteres tenen una forma corporal més aviat rectangular, un gran volum, les potes fortes i el braguer ben desenvolupat, mentre que les races criades per la seva carn tenen una constitució més robusta i muscular. Les races criades per la seva carn es diferencien més entre si que les races lleteres. Els bous de les Highlands, per exemple, tenen una carn més magra que altres tipus de bous. Els altres caràcters que es fan servir per distingir races inclouen la coloració, la disposició i mida de les banyes i la personalitat. La raça més comuna és la vaca Holstein, una raça lletera originària d'Holanda del Nord i Frísia (Països Baixos) que es caracteritza pel seu ús eficient de l'herba.
Després d'uns 10.000 anys de domesticació arreu del Vell Món, els bous han experimentat una gran quantitat de canvis provocats per la selecció artificial, que han resultat en una gran varietat de races diferents. A Europa, la tradició de selecció dels bovins es remunta a temps immemorials, però la majoria de races sorgiren a partir de finals del segle xviii. El concepte de raça es consolidà al segle xix amb el desenvolupament dels concursos agrícoles. Els ramaders començaren a seleccionar els animals de manera intensiva durant aquest període, que fou testimoni del desenvolupament de les races autòctones, però també de l'aparició de noves races sorgides de diversos encreuaments, com ara la Maine-Anjou o la vaca normanda. A finals del segle xix es publicaren els primers llibres genealògics bovins a Anglaterra, una pràctica que més tard s'estengué a l'Europa continental. Tanmateix, al segle xx s'extingiren moltes d'aquestes races, principalment per motius econòmics, car eren menys productives i especialitzades que els seus congèneres.

### Races autòctones dels Països Catalans
Catalunya
| - Vaca bruna dels Pirineus - Vaca catalana | - Vaca cerdana - Vaca de l'Albera | - Vaca de Sent Gironç i de l'Aura - Vaca marinera | - Vaca pallaresa - Vaca pirinenca |

Illes Balears
- Vaca mallorquina
- Vaca menorquina

País Valencià
| - Vaca alacantina - Vaca marinera | - Vaca pirinenca - Vaca Serrana de Terol |

## Dieta

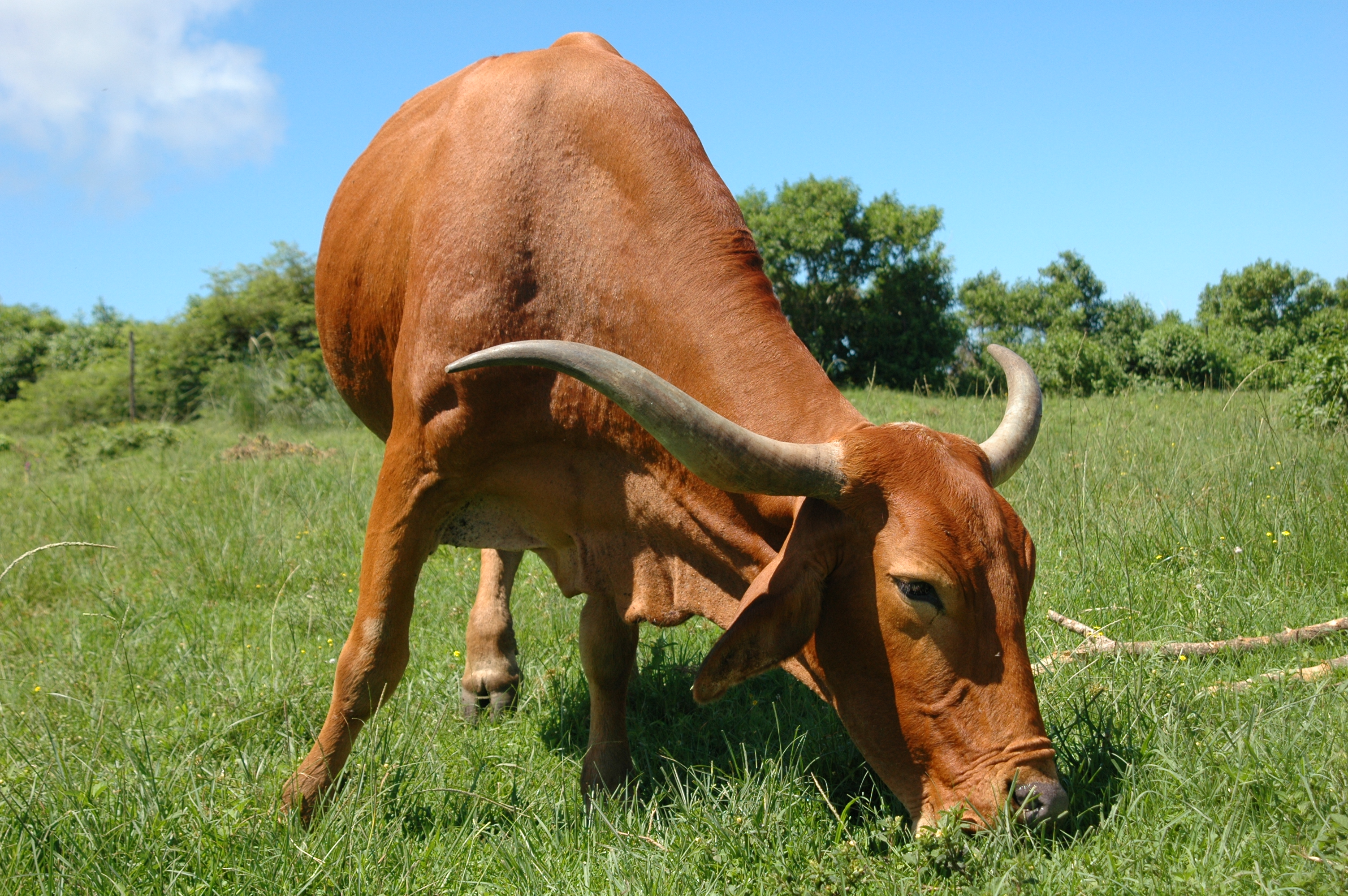
Una vaca pasturant

Els bous són mamífers exclusivament herbívors. Com tots els remugants, tenen un complex aparell digestiu compost de quatre cambres, permetent-los convertir la cel·lulosa de les tiges, fulles i beines de llavors en carbohidrats més senzills. Quan pasturen, masteguen la vegetació fins a convertir-la en un bol, que després passa a la primera cambra: el rumen. El rumen és un òrgan d'una capacitat de 100-200 litres que fermenta l'aliment mitjançant una relació simbiòtica amb els bacteris, protozous i rents de la flora intestinal. El bol és regurgitat periòdicament a la boca per tornar a ser mastegat i salivat. La masticació de l'aliment regurgitat és una adaptació que permet als remugants pasturar més ràpidament al matí i acabar de mastegar i digerir el menjar més tard durant el dia. Això és útil perquè el pasturatge, que requereix abaixar el cap, fa els remugants vulnerables als depredadors, mentre que mastegar el bol no.

## Religió i folklore

### Tradició hindú
Les vaques són venerades a la religió hindú. Segons les escriptures vèdiques, cal tractar-les amb el mateix respecte que hom tractaria la seva pròpia mare, a causa de la llet que proporcionen: «la vaca és la meva mare» (Mahabharata) La deïtat Krixna fou criada per una família de vaquers i se li donà el nom de Govinda (‘protector de les vaques’). També es diu tradicionalment que Xiva cavalca un brau anomenat Nandi. A l'antiga Índia rural, cada llar tenia unes quantes vaques que proporcionaven un subministrament constant e llet i uns quants bous que treballaven com a animals de tir. Els hindús observants, tot i que poden menjar-se la carn d'altres animals, gairebé sempre s'abstenen de menjar carn de bou i matar una vaca és considerat un pecat abominable en l'hinduisme ortodox. Matar vaques (incloent-hi bous i els vedells) està prohibit per la llei a gairebé tots els estats de la Unió Índia. A vegades, els sacrificis il·legals de vaques a l'Índia ocasionen disturbis religiosos entre hindús i musulmans. Els establiments de McDonalds a l'Índia només serveixen hamburgueses vegetarianes, de pollastre o de peix.

### Altres tradicions

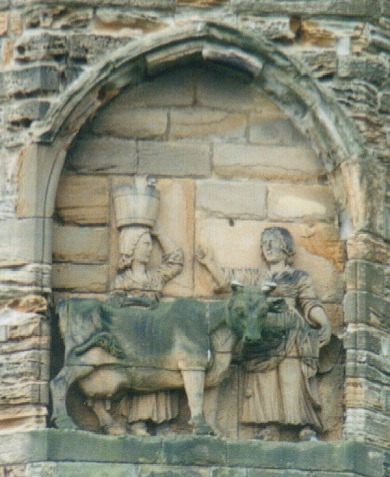
La llegenda de la fundació de la catedral de Durham és que els monjos que portaven el cos de Sant Cutbert foren conduïts a la seva ubicació per una lletera que havia perdut la seva vaca bruna, que fou trobada reposant en aquell indret.

- L'evangelista Sant Lluc és representat com un bou a l'art cristià.
- Al judaisme, com ho descriu el Llibre dels Nombres 19:2, les cendres d'una brava roja sense taques sacrificada a la qual mai no s'hagi posat un jou es poden fer servir per a la purificació ritual de persones que han estat en contacte amb un cadàver.
- El bou forma part del cicle de 12 anys d'animals que apareixen al zodíac xinès, relacionat amb el calendari xinès. Vegeu Bou (zodíac).[28]
- La constel·lació del Taure representa un bou.
- Un relat apòcrif sosté que una vaca provocà el gran incendi de Chicago fent caure una làmpada de querosè. Michael Ahern, el periodista que havia creat aquest relat, reconegué el 1893 que se l'havia inventat per explicar una història més pintoresca.
- El 18 de febrer del 1930, Elm Farm Ollie esdevingué la primera vaca a volar en un avió, així com la primera vaca a ser munyida en un avió.[29][30]

## Impacte ambiental

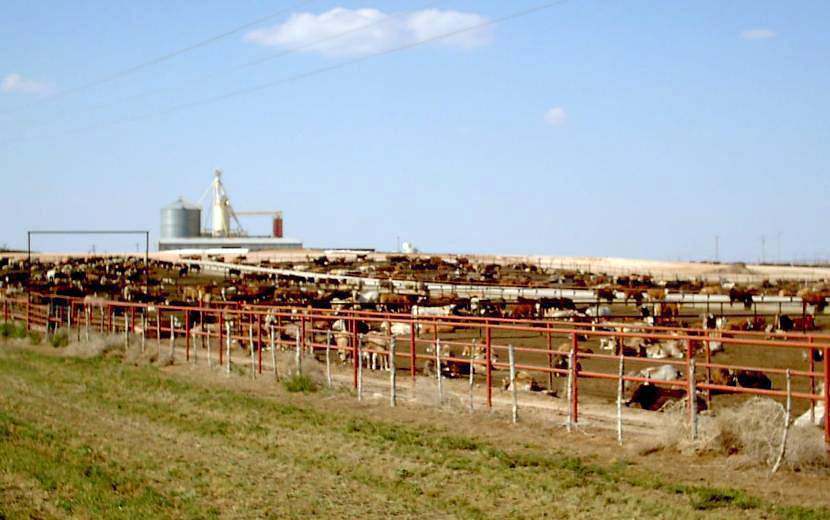
El bestiar boví (especialment quan se'l té en engranalls enormes com aquest) ha estat indicat com un factor que contribueix a l'augment de les emissions de gasos amb efecte d'hivernacle.

Un informe de l'Organització per a l'Alimentació i l'Agricultura (FAO) afirma que el bestiar boví és «responsable d'un 18% dels gasos amb efecte d'hivernacle». La producció de bovins per alimentar i vestir els humans pressiona els ecosistemes d'arreu del món, i se la valora com un dels tres grans problemes ambientals al món en una escala local a global.
L'informe, titulat Livestock's Long Shadow ('La llarga ombra del bestiar'), també avalua els danys ambientals causats per les ovelles, els pollastres, els porcs i les cabres. Tanmateix, en gairebé tots els casos, els 1.500 milions de bous i vaques del món són considerats els que tenen l'impacte negatiu més gran respecte al canvi climàtic, així com l'extinció d'espècies. L'informe arriba a la conclusió que, si no es fan canvis, els enormes danys que es considera que són deguts al bestiar poden més que duplicar-se abans del 2050, a mesura que augmenti la demanda de carn. Un dels canvis citats proposa una intensificació de la indústria ramadera, car la intensificació necessita menys terra per un determinat nivell de producció.
Alguns microbis respiren a l'intestí dels bous per mitjà d'un procés anaeròbic conegut com a metanogènesi, que produeix gas metà. Els bous emeten un gran volum de metà, del qual un 95% és per eructes o rots i no pas per flatulència. Com que el carboni del metà prové de la digestió de vegetació produïda per fotosíntesi, normalment el seu alliberament a l'aire mitjançant aquest procés seria considerat inofensiu, car no hi ha cap increment net del carboni de l'atmosfera; és tret de l'aire en forma de diòxid de carboni per mitjà de la fotosíntesi i hi torna en forma de metà. Tanmateix, el metà és un gas amb efecte d'hivernacle molt més potent que el diòxid de carboni, amb un efecte d'escalfament entre 23 i 50 vegades superior, i segons Takahashi i Young, "fins i tot un petit augment de la concentració de metà a l'atmosfera exerceix una contribució potencialment significativa a l'escalfament global". Weart fa una altra anàlisi del gas metà produït pel bestiar com a factor contribuïdor a l'increment de gasos amb efecte d'hivernacle. S'està duent a terme recerca de mètodes per reduir aquesta font de metà, mitjançant l'ús de suplements dietètics o tractaments per reduir la proporció de microbis metanògens, possiblement mitjançant vacunes.
Als bous se'ls alimenta amb una dieta concentrada rica en blat de moro que els produeix un guany ràpid de pes, però això té efectes secundaris que inclouen una major acidesa a l'aparell digestiu. Quan no se'ls tracta de manera adequada, els fems i altres productes secundaris de l'agricultura concentrada també tenen conseqüències ambientals.
El pasturatge dels bous a baixa intensitat pot crear un medi favorable per les herbes i fòrbies nadiues; tanmateix, a la majoria de regions del món, els bous estan reduint la biodiversitat a causa d'un sobrepasturatge motivat per les demandes d'aliment d'una població humana en creixement.

### Dejeccions
Els excrements dels bòvids domèstics són tan naturals com indesitjables. Els principals inconvenients són els següents:
- Un dels aspectes negatius és la pèrdua de superfície pasturable. Cada tifarada de femta deixada anar en un prat redueix una petita superfície del prat que ja no és apta per a produir herba comestible durant un cert període.
- Un altre inconvenient és que cada pila d'excrements és una font potencial per a criar mosques, tàvecs i altres insectes perjudicials per als propis bòvids o els humans que viuen en zones properes.

#### Sistemes per reduir el problema
Un dels sistemes més efectius és l'ús de diverses espècies d'escarabat piloter. Els escarabats piloters ajuden a millorar l'estructura del sòl, enterrant i consumint les femtes indesitjables.
- Segons un estudi de l'American Institute of Biological Sciences, els escarabats piloters estalvien 380 milions de dòlars a l'any pel concepte anterior.
- A Austràlia i Nova Zelanda hi ha programes d'introducció d'escarabats europeus i sud-africans amb un èxit notable.[cal citació]